# 近鉄エクスプレス
株式会社近鉄エクスプレス（きんてつえくすぷれす、Kintetsu World Express, Inc.）は、海外45カ国・298都市・662拠点を持つ、日本の大手国際総合物流企業である。略称はKWE。近鉄グループホールディングスの完全子会社。東京都港区港南に本社を置く。

## 会社概要
1948年、大手私鉄の一角である近畿日本鉄道（近鉄）の国際貨物部門として業務を開始し、1970年、近鉄航空貨物株式会社として独立。1972年10月、単独混載の免許を取得し、グループ混載から離脱。これが飛躍の原動力となった。その後も積極的に海外展開を進め、中国では日系最大級のネットワークを有する。
創業時から手がける航空貨物輸送に加え、海上貨物輸送、ロジスティクスまでワンストップでサービスを提供している。
日系フォワーダー大手3社の中では外資系荷主に強い顧客基盤を持っており、積極的・戦略的な顧客開拓を行っている。2015年、APL Logistics Ltd（以下APLL）を買収。APLLが持つ米国自動車メーカーや米国大手アパレル、大手流通などの欧米系顧客基盤を生かしてフォワーディング事業を拡大している。
経営計画2027では、フォワーディング事業をコア事業として取り扱い物量拡大を図り、「Global Top 10 Solution Partner -日本発祥のグローバルブランドへ-」を目指している。目標は航空貨物物量100万トン超、海上貨物物量100万TEU超である。
サステナビリティ活動にも力を入れており、「現場起点」「ビジネス視点」で全社的取り組みとしてグローバルに展開し、持続的成長と企業価値向上に邁進している。
2000年に株式上場したが、2022年の近鉄グループホールディングスによるTOBにより上場廃止となり同社の持分法関連会社から連結子会社（完全子会社）となった。

## 沿革
- 1948年 - 近畿日本鉄道（株）業務局にて国際貨物・旅客取扱開始。IATA（国際航空運送協会）代理店認可を取得。
- 1955年 - 国際運輸部が近畿交通社に営業譲渡され、近畿日本航空観光株式会社に商号変更。
- 1955年 - 近畿日本ツーリストへと発展し、国際航空部門と国際観光部門との連携による総合旅客貨物取扱業者へ。
- 1969年 - 香港とアメリカに現地法人を設立、海外進出を開始。
- 1970年 - 近鉄航空貨物株式会社として独立。
- 1978年 - 業界初、輸出業務のコンピュータシステムをオンライン化。
- 1984年 - 物流情報管理システム「ひまわりシステム」稼動開始。
- 1989年 - 社名を株式会社近鉄エクスプレスに変更。
- 1994年 - 品質ISO9002の認証を日本の物流業者として初めて取得。（2003年にISO9001へ認証変更）
- 1998年 - 成田ターミナル竣工。
- 2000年 - 大阪証券取引所ナスダック・ジャパンに上場[5]（2004年上場廃止）。
- 2002年 - 東京証券取引所市場第2部に上場。
- 2003年 - 東京証券取引所市場第1部に昇格。成田ターミナルにおいて、環境ISO14001認証、及び国内邦人フォワーダーとして初めてTAPAクラスA認証を取得。
- 2004年 - 旧TACT跡地（千葉県市川市）に第4原木ターミナルを竣工。
- 2005年 - 中部国際空港ターミナル竣工。りんくうターミナル（大阪市泉佐野市）竣工。
- 2006年 - 世界五極経営体制を確立。
- 2011年 - 本社を千代田区から港区へ移転。
- 2012年 - AEO（認定通関業者）認証を東京税関より取得
- 2015年 - APL Logistics Ltdの全株式を取得し子会社化。
- 2022年
  - 7月6日 - 近鉄グループホールディングスによる株式公開買付けが成立[6]。
  - 8月26日 - 東京証券取引所プライム市場上場廃止[7]。
  - 8月30日 - 株式売渡請求により、 近鉄グループホールディングスの完全子会社となる。

## 国内店舗
- 本店：1（東京）
- 営業所：28（東京、諏訪、名古屋、京都、大阪、神戸、福岡）
- 出張所：12
- センター：16

## 国内物流施設
2020年12月現在の国内ターミナルは以下の通り。
- 成田ターミナル（千葉県山武郡芝山町）
- 原木第2ターミナル（千葉県市川市）
- 原木第4ターミナル（千葉県市川市）
- 三郷グリーンウェアハウス（埼玉県三郷市）
- 中部国際空港ターミナル（愛知県常滑市）
- KWEりんくうターミナル（大阪府泉佐野市）

## 関係会社
世界各国のグループ会社を6セグメントに分け、管理・統括している。（45カ国・298都市・662拠点）
日本・台湾・韓国（近鉄エクスプレス他6法人）
- 近鉄ロジスティクス・システムズ
- 近鉄コスモス
- 近鉄エクスプレス販売
- 近鉄トレーディングサービス
- Kintetsu World Express (Taiwan)
- Kintetsu World Express (Korea)

米州
- Kintetsu World Express (U.S.A.)
- Kintetsu World Express (Canada)
- KWE do Brasil Servicos Logisticos
- Kintetsu World Express Mexico　他

欧州・中近東・アフリカ
- Kintetsu World Express (U.K.)
- Kintetsu World Express (Deutschland)
- Kintetsu World Express (France)
- Kintetsu World Express (Benelux)
- Kintetsu World Express (Ireland)
- Kintetsu World Express South Africa
- Kintetsu World Express (Switzerland)
- Kintetsu World Express (Italia)
- Kintetsu World Express (RUS)
- Kintetsu World Express (Sweden)
- Kintetsu World Express (Czech)
- Kintetsu World Express Middle East
- Kintetsu World Express (Saudi Arabia)　他

東アジア
- Kintetsu World Express (HK)
- Beijing Kintetsu World Express
- Kintetsu World Express (China)
- Kintetsu World Express (Xiamen)
- Kintetsu Logistics (Shenzhen)
- Kintetsu World Express (Guangzhou)　他

東南アジア・オセアニア
- KWE-Kintetsu World Express (S)
- Kintetsu World Express (Thailand)
- Kintetsu Integrated Air Services
- Kintetsu World Express (India)
- PT. Kintetsu World Express Indonesia
- Kintetsu World Express (Vietnam)
- Kintetsu World Express (Philippines)
- Kintetsu World Express (Cambodia)
- Kintetsu World Express (Bangladesh)
- Kintetsu World Express (Australia)　他

APLL
- APL Logistics Ltd　他